# Надежда (пещера Бзыбского хребта)
Наде́жда — пещера, расположенная на Бзыбском хребте в Абхазии, в Гудаутском районе частично признанной Республики Абхазия, согласно административному делению Грузии — в Гудаутском муниципалитете Абхазской Автономной Республики. Открыта и исследована симферопольской экспедицией в 1982 году. Единственный вход расположен на высоте около 1700 метров над уровнем моря. Протяжённость ходов пещеры составляет 130 метров, глубина — 115 метров, объём — 3000 кубических метров. Её проективная длина — 20 метров, площадь — 25 м².
По сложности прохождения пещера относится к категории 2Б. Она представляет собой серию колодцев глубиной соответственно 15, 35, 35, 32, 30 и 10 метров, все из которых заложены по одной трещине в нижнемеловых известняках. С глубины 15 метров наблюдается капёж.